# Abaera nactalis
Abaera nactalis là một loài bướm đêm thuộc chi Abaera. Loài này được Francis Walker mô tả năm 1859, và là loài điển hình của chi. Loài này được tìm thấy ở Brasil.
Ấu trùng ăn Cordia panamensis.